# Lafossaíta
La lafossaíta es un mineral haluro de talio de composición Tl(Cl,Br).
Recibe su nombre por su localización típica en el cráter «La Fossa», en la isla de Vulcano (Islas Eolias).

## Propiedades
De color gris pardo, la lafossaíta es un mineral traslúcido de brillo resinoso. Es denso (7,21 g/cm³) y maleable, tendiendo a deformarse más que a romperse al ser golpeado con un martillo.
Su dureza (3 a 4 en la escala de Mohs) es comparable a la de la fluorita.
Forma cristales en forma de cubo, cristalizando en el sistema isométrico.
Si bien no existen estudios sobre los posibles riesgos para la salud de este mineral, el talio es un elemento tóxico para el ser humano.

## Yacimientos y morfología
En La Fossa, la lafossaíta aparece como recubrimiento en forma de riñón en la superficie de una fumarola activa.
Además de en dicha localización, este mineral sólo ha sido hallado en la montaña Nakalak, dentro del complejo intrusivo Ilimaussaq.
Este complejo, situado en Narsaq (región de Kitaa, Groenlandia), constituye la localización típica de un gran número de minerales raros, entre ellos sodalita, eudialita y tugtupita.